# موانزا (مالاوی)
موانزا (به لاتین: Mwanza) یک منطقهٔ مسکونی در مالاوی است که در بخش موانزا واقع شده‌است. موانزا ۱۸٬۰۳۹ نفر جمعیت دارد و ۶۲۶ متر بالاتر از سطح دریا واقع شده‌است.